# Allan Lard
Allan Edward Lard (Lexington, 6 agosto 1866 – Washington, 22 gennaio 1946) è stato un golfista statunitense.

## Carriera
Lard partecipò ai Giochi olimpici di Saint Louis 1904, dove vinse una medaglia di bronzo nel torneo a squadre. Nella stessa Olimpiade, prese parte al torneo individuale, in cui fu sconfitto agli ottavi di finale da Frank Newton.
Lard vinse i North and South Amateur nel 1907 e nel 1908.

## Palmarès
In carriera ha conseguito i seguenti risultati:
- Giochi olimpici

St. Louis 1904: una medaglia di bronzo nel torneo a squadre.